# 合駒
合駒（あいごま）とは、将棋用語の一つである。相手の走り駒（長距離に利く駒、飛車・竜王・角行・竜馬・香車の総称）に対して、自分の駒を配置して利きを止めること、またはそれに使われる駒のことを指す。合い駒とも表記される。
主に王手に対して使われ、合駒が有効な場合には「合いが利く」、合駒しても無意味である場合には「合いが利かない」という。王手以外でも、当たり（次に取られる状態）になっている自分の駒を守るために、その駒と相手の走り駒の間のマスに駒を置くことも「合駒」と呼ぶことがある。

## 合駒の種類
| 9  | 8  | 7  | 6 | 5 | 4  | 3  | 2  | 1  |    |
|    |    |    |   |   |    |    |    | 金 | 一 |
|    |    |    |   |   | 龍 | 歩 |    | 王 | 二 |
|    |    |    |   |   |    |    | 歩 | 歩 | 三 |
|    |    |    |   |   |    |    |    |    | 四 |
| 歩 | 香 |    |   |   |    |    |    |    | 五 |
|    |    |    |   |   |    |    |    |    | 六 |
|    | 歩 | 金 |   |   |    |    |    |    | 七 |
|    |    |    |   |   |    |    |    |    | 八 |
|    | 玉 | 歩 |   |   |    |    |    |    | 九 |

合駒は持ち駒を打つことが多いが、盤上の駒を動かして合駒にすることもある。また、自分の駒の利きのないところに合駒をしても取られるだけで無意味なので、特殊な場合を除いて自分の駒の利きのあるところ（多くは玉の隣）に合駒をする。
移動合（いどうあい）
持ち駒を打つ代わりに盤上の駒を動かして合駒すること。持ち駒を残す・玉の退路を空けるなどの場合によく利用される。
中合（ちゅうあい）
玉から離れたところに合駒すること。捨合（すてあい）とも。以下のような状況で用いられることがある。
- 王手をかけた駒を近づけてかわす。
- 駒を近づけて、その駒に当てて別の合駒をする。
- 他の駒と利きの重なるところ（焦点という）に打ち、他の駒の動きを制限する。

この2つを合わせた移動中合もあるが、実戦では少ない。
図1の左側は、△8五香の王手に対して▲8七歩と中合した局面である。これを△同金や△同香成では王手にならないし、△同香不成なら▲9八玉と逃げ出すことができる。図1の右側は、▲4二竜の王手に△3二歩と中合した場面である。これを▲同竜と取らせて△2二金とすると、竜取りになる。先手が竜を逃がせば、後手の手番になる。
合駒に使用した駒によっては、その駒を利用して詰む手順が生じることがあるので注意が必要である。右の図で、▲8七歩の代わりに▲8七香と合駒すると△同香不成、▲9八玉、△9六香、▲9七合駒、△8八金（香成）で詰む。

## 詰将棋での合駒
| 9 | 8 | 7 | 6 | 5 | 4 | 3  | 2  | 1 |    |
|   |   |   |   |   |   | 香 | 玉 |   | 一 |
|   |   |   |   |   |   |    |    |   | 二 |
|   |   |   |   |   |   | 圭 |    |   | 三 |
|   |   |   |   |   |   |    |    |   | 四 |
|   |   |   |   |   |   |    |    |   | 五 |
|   |   |   |   |   |   |    |    |   | 六 |
|   |   |   |   |   |   |    |    |   | 七 |
|   |   |   |   |   |   |    |    |   | 八 |
|   |   |   |   |   |   |    |    |   | 九 |

詰将棋でも、合駒を題材とした作品がある。
玉方に限定的な合駒をさせ、それを取って持ち駒として利用したり、合駒によってあらかじめ逃げ道を塞ぐなど色々利用できる。合駒には歩・香・桂のような弱い駒が使用されることが多いが、その後の手順を考慮した上で別の駒を使用することも多い。
図2は中合を生かした趣向作のもっとも古いもののひとつで、初手▲2九香に対し△2三銀の中合が、最善の受けとなる。この詰将棋を改作したものが大道詰将棋の「香歩問題」として、いくつも制作されている。
一つの駒に対して何度も合駒する連合（れんあい）や、手順の中に飛角金銀桂香歩の7種類の合駒が登場する七種合（ななしゅあい）などと呼ばれる趣向を持った作品も発表されている。

### 無駄合
| 9  | 8 | 7 | 6 | 5 | 4 | 3  | 2 | 1  |    |
|    |   |   |   |   |   |    |   | 玉 | 一 |
|    |   |   |   |   |   | と |   | 歩 | 二 |
|    |   |   |   |   |   |    |   |    | 三 |
|    |   |   |   |   |   |    |   |    | 四 |
|    |   |   |   |   |   |    |   |    | 五 |
|    |   |   |   |   |   |    |   |    | 六 |
|    |   |   |   |   |   |    |   |    | 七 |
|    |   |   |   |   |   |    |   |    | 八 |
| 角 |   |   |   |   |   |    |   |    | 九 |

合駒がただで取られ、取られた合駒を使わなくても合駒をしないときと同様に詰めることができるとき、その合駒を無駄合（むだあい）と呼ぶルール上、無駄合は有効な応手として認められておらず、一手としてもカウントはしない
図3では、▲3二歩成の角による開き王手に対して2二から8八まで7通りの合駒ができる。しかしその合駒はすべて角で取られ、合駒を取られる代わりに角を取ることもできない。したがって、合駒はすべて無駄合である。そのため、図3は▲3二歩成△8八歩▲同角△7七歩▲同角△6六歩▲同角△5五歩▲同角△4四歩▲同角△3三歩▲同角成△2二歩▲同馬までの15手詰め（駒余り）ではなく、▲3二歩成までの1手詰めが詰将棋としての正解手順となる。
この例では合駒1枚につき2手しか伸びていないが、作品によっては合駒1枚につき4手以上伸びる場合もある。この場合も無駄合禁止のルールのほうが玉方最長のルールよりも優先されるため、そのような作品では応手を選択するときには注意しなければならない。
合駒が直前の王手した駒でない駒で取られ、その手が他の走り駒を利かせて両王手になってしまうことを俗に「間接両王手」と呼ぶ。作為としては「無駄合なので詰み」だが、これは有効な合駒（すなわち不完全作）か無駄合かで解釈が分かれており、決着はついていない。

### 中合
玉型の受けに主眼を置いた問題や一部の趣向作品では、中合が登場することが多い。代表的な例としては以下のようなものがある。
- 王手をかけた駒を近付けてかわす。
  - 図2の問題における△2三銀は、▲同香不成と取ると△1二玉から逃げられる。
- 焦点に打ち、駒の動きを制限する。
  - このような中合をさせないために、駒を打つ位置が限定されている（限定打）問題もある。
- のちの応手を増やすために、特定のマスへの利きを作る。
  - 図2の問題の△2三銀は、1二への利きを作っている。
- あとで取られる駒を移動中合で捨てて手数を伸ばす（ヤケクソ中合を参照）。
- 成れるように打った駒に対して合駒して相手の態度を見る（打診を参照）。

他に、「中合で駒を呼び込んであとでそこに駒を打てないようにする（香歩問題）」「駒を移動させて他の駒を取る（行き詰まり作「新たなる殺意」紛れ順）」など様々な理由による中合が存在する。

### その他
| 9 | 8 | 7 | 6 | 5 | 4  | 3  | 2  | 1  |    |
|   |   |   |   |   |    |    |    | 桂 | 一 |
|   |   |   |   |   | 龍 | 銀 | 玉 |    | 二 |
|   |   |   |   |   |    | 歩 | 歩 | 歩 | 三 |
|   |   |   |   |   |    |    |    |    | 四 |
|   |   |   |   |   |    |    |    |    | 五 |
|   |   |   |   |   |    |    |    |    | 六 |
|   |   |   |   |   |    |    |    |    | 七 |
|   |   |   |   |   |    |    |    |    | 八 |
|   |   |   |   |   |    |    |    |    | 九 |

| 9 | 8 | 7 | 6 | 5 | 4 | 3  | 2  | 1  |    |
|   |   |   |   |   |   |    | 銀 | 桂 | 一 |
|   |   |   |   |   |   | 龍 | 合 | 玉 | 二 |
|   |   |   |   |   |   | 歩 | 歩 | 歩 | 三 |
|   |   |   |   |   |   |    |    |    | 四 |
|   |   |   |   |   |   |    |    |    | 五 |
|   |   |   |   |   |   |    |    |    | 六 |
|   |   |   |   |   |   |    |    |    | 七 |
|   |   |   |   |   |   |    |    |    | 八 |
|   |   |   |   |   |   |    |    |    | 九 |

合駒の種類が問われず最後まで盤上に残る問題では、駒種を指定せず「合」と書くことがある。図4はその例で、▲1二金△同玉▲3二龍△2二合▲2一銀までの五手詰である。4手目の合駒は何であっても最終手は変わらない。

## その他
- 相手に合駒を強要することを「合駒請求」と言う[5]。持ち駒を合駒として盤面に使用させることでその後の相手の行動の選択肢を狭め、形勢または展開を大きく変化させ得る場合がある[5]。
- その他のチャトランガ系統のボードゲームにおいても合駒に相当する手が存在するが、持ち駒が使えない為に必然的に移動合（または移動中合）のみとなり、あまり重要視されない。チェスプロブレムでも、詰将棋のような合駒を読む問題は存在しない。